# Guaso
Guaso ist ein spanischer Ort und eine ehemalige Gemeinde in der Provinz Huesca der Autonomen Gemeinschaft Aragonien. Guaso gehört zur Gemeinde Aínsa-Sobrarbe. Das Dorf auf 869 Meter Höhe liegt circa drei Kilometer westlich von Aínsa und hatte im Jahr 2019 113 Einwohner.
Zu Guaso gehören folgende Barrios: Arrabal, Bestreguí, El Grado, El Puyal, El Tozal, La Closa, Rivera, Samper und Santa Quiteria.   

## Sehenswürdigkeiten
- Pfarrkirche San Salvador (Bien de Interés Cultural), erbaut im 12. Jahrhundert

## Weblinks

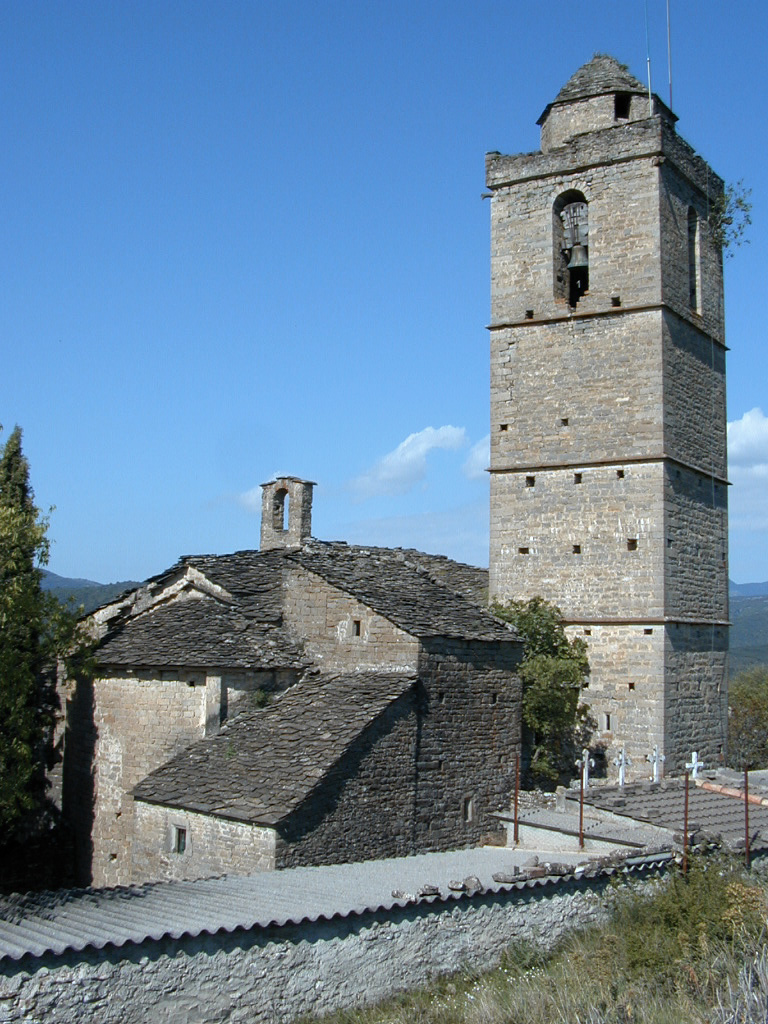
Kirche San Salvador